# Prosena zonalis
Prosena zonalis là một loài ruồi trong họ Tachinidae.